# Diamant Yaoundé
Diamant de Yaoundé é um clube de futebol camaronês baseado em Yaoundé. Em 1966, a equipe venceu a Primeira  Divisão  dos Camarões.